# 9014 Svyatorichter
A 9014 Svyatorichter (ideiglenes jelöléssel 1985 UG5) a Naprendszer kisbolygóövében található aszteroida. Ljudmilla Vasziljevna Zsuravljova fedezte fel 1985. október 22-én.